# Attest 〜WEEKLY GOLF NEWS〜
『attest ～WEEKLY GOLF NEWS～』（アテスト ウィークリー ゴルフ ニュース）は、BSフジで2020年4月から、2022年3月28日まで放送されていたゴルフ総合番組である。

## 概要
トーナメント結果などの最新情報、選手・コーチのインタビュー、テクニック解説などで構成されるゴルフ総合情報番組。

## 出演者
全員、フジテレビアナウンサー。

### 最終時点の出演者
- 竹下陽平（2020年4月[1] - 2022年3月28日）
- 海老原優香（2020年10月[3] - 2022年3月28日）

### 過去の出演者
- 藤本万梨乃（2020年4月[1] - 2020年9月[4] ）